# Хмеліта (Смоленська область)
Хмеліта — село у Смоленській області Вяземського району. Адміністративний центр Хмелітського сільського поселення.

## Географія
Село розташоване в східній частині області в 33 км на північний захід від районного центру, праворуч від автодороги Вязьма — Холм-Жирковський. В селі починається річка Хмелітка, яка впадає в Бестрень. Південь, захід й північ села оточують ліси.

## Історія
Перша згадка датується 1680 року, як родовий маєток Грибоєдова. В кінці XVIII — початку XIX століття маєтком володів Олексій Федорович Грибоєдов, рідний дядько Грибоєдова Олександра Сергійовича — відомого російського поета, драматурга, дипломата і композитора. Олександр Сергійович проводив літню пору в маєтку свого дядька.

## Інфрастуктура
У селі працює школа І-ІІ ступенів, магазин, будинок культури та Казанська церква. Також там розташований музей-будинок П. С. Нахимова.
Діє Державний історико-культурний та природний музей-заповідник А. С. Грибоєдова.
В Хмеліті у свого родича А. Ф. Грибоєдова не раз бував драматург А. С. Грибоєдов. У січні 1817 року тут було зігране весілля дочки власника садиби, Єлизавети, з майбутнім генерал-фельдмаршалом Іваном Паскевичем. Первісток цього подружжя спочиває в місцевій церкві.
У другій половині XIX століття садиба прийшла в занепад і позбулася свого меблювання. У 1894 р Хмеліту придбав граф П. А. Гейден, який не тільки відреставрував старовинний палац, а й перевіз сюди збори з 130 першокласних картин свого тестя князя Дондукова-Корсакова, серед яких — живописні полотна Гвідо Рені, Рафаеля Менгса, Жан Коро. Після Жовтневого перевороту збори було націоналізовано і вивезено в столиці.

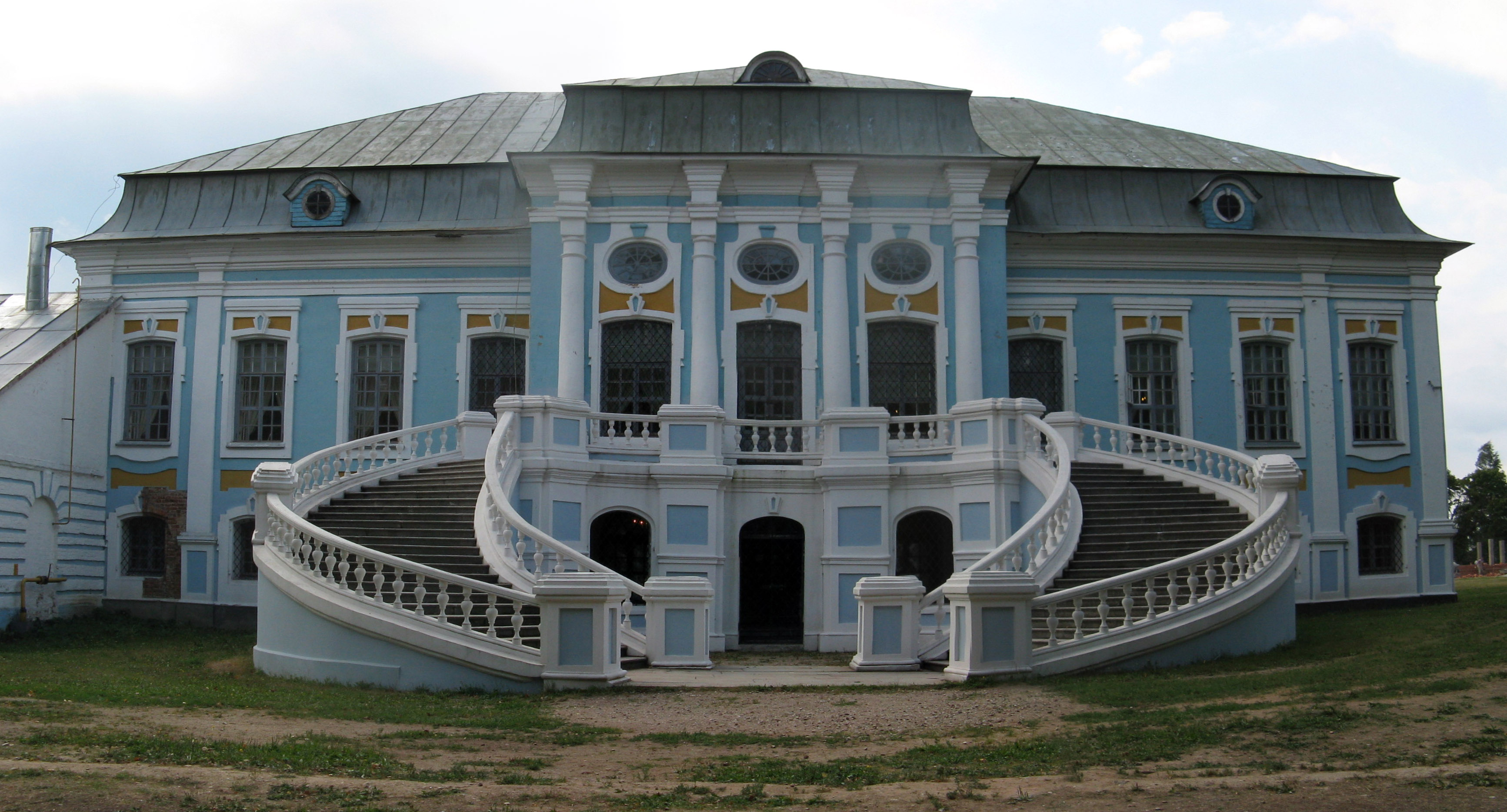
Панський будинок (палац), відновлений садовий фасад.

За радянських часів палацово-парковий ансамбль зазнав планомірного знищення: «розібрали два флігелі, до невпізнання спотворили Казанську церкву, знищивши трапезну і дзвіницю, знесли дощенту два інших храму, знищили частину будівель господарського призначення». Після пожежі 1954 року садибний будинок «стояв без даху під снігами, дощами, руйнуючись на очах», його розбирали на цеглу місцеві селяни.
У 1967 в ситуацію втрутився реставратор П. Д. Барановський. Його учні В. Є. Кулаков і М. М. Єрмолаєв провели комплексну реставрацію пам'ятника в (передбачуваних) початкових формах середини XVIII століття.
Державний історико-культурний і природний музей-заповідник А. С. Грибоєдова «Хмеліта» утворений на основі існуючого з 1988 року музею-садиби О. С. Грибоєдова Постановою Ради Міністрів Української РСР № 356 від 10 вересня 1990 року "з метою збереження пам'яток історії та культури, унікального природного ландшафту і пам'ятних місць, пов'язаних з ім'ям великого російського письменника О. С. Грибоєдова". Директором музею-заповідника «Хмеліта» протягом тридцяти років (до червня 2018) був його творець В. Е. Кулаков.